# Японский скат-бабочка
Японский скат-бабочка (лат. Gymnura japonica) — вид рода скатов-бабочек семейства гимнуровых отряда хвостоколообразных. Эти скаты обитают в тропических водах северо-западной части Тихого океана. Ведут донный образ жизни, встречаются в прибрежных мелких водах. Грудные плавники скатов-бабочек образуют диск, ширина которого намного превосходит длину. Окраска дорсальной поверхности диска тёмно-коричневого цвета. Размножение происходит путём яйцеживорождения. Эмбрионы развиваются в утробе матери, питаясь желтком и гистотрофом..

## Таксономия
Впервые новый вид был описан в 1850 году как Pteroplatea japonica. Некоторые авторы рассматривают Gymnura bimaculata как младший синоним японского ската-бабочки.

## Ареал
Японские скаты-бабочки обитают в северо-западной части Тихого океана у берегов Камбоджи, Китая, Японии и Кореи. Они встречаются в прибрежных мелких водах на илистом или песчаном дне.

## Описание
Грудные плавники японских скатов-бабочек сливаются с головой, образуя ромбовидный диск. Они вытянуты в виде широких «крыльев», намного превосходящих длину диска. Рыло короткое и широкое с притуплённым кончиком. Позади глаз имеются брызгальца. На вентральной стороне диска расположены довольно крупный изогнутый рот, ноздри и 5 пар жаберных щелей. Между ноздрями пролегает кожаный лоскут. Зубы мелкие, узкие и заострённые. Брюшные плавники маленькие и закруглённые.
Хвост нитевидный. Хвостовой, анальный и спинные плавники отсутствуют. На конце хвостового стебля имеются дорсальный и вентральный гребни, а у основания иногда бывают 1 или 2 шипа. Окраска дорсальной поверхности диска коричневого-цвета. Максимальная зарегистрированная длина 100 см, а ширина диска 145 см.

## Биология
Подобно прочим хвостоколообразным скаты-бабочки размножаются яйцеживорождением. Эмбрионы развиваются в утробе матери, питаясь желтком и гистотрофом. В помёте 2—8 новорожденных длиной около 12,4 см. Половая зрелость наступает при достижении длины 55—59 см. Рацион в основном состоит из костистых рыб.

## Взаимодействие с человеком
Несмотря на вкусное мясо, японские скаты-бабочки представляют незначительный интерес для коммерческого промысла из-за своих небольших размеров. В качестве прилова они попадаются при лове тралами, жаберными сетями, трёхстенными сетями и ставными неводами. Данных для оценки Международным союзом охраны природы статуса сохранности вида недостаточно.